# 일요음악여행
일요음악여행은 대전MBC FM4U(FM 97.5MHz)에서 매주 일요일 오전 7시부터 방송되었던 클래식, 뉴에이지, 퓨전음악 라디오 프로그램이다. 2020년 11월 15일 자로 10년만에 폐지되었다.

## 코너 소개
- 안녕 클래식 : 클래식 음악은 어렵고 딱딱하다는 편견을 바꿔주는 코너로 전 대전시립교향악단 상임 피아니스트 강신태 씨의 폭넓고 해박한 지식에 기반을 둔 재미있는 해설로 클래식 음악에 대해 쉽고 친근하게 느낄 수 있는 시간입니다. 교향곡, 협주곡, 변주곡, 다양한 악기들과 아리아에 이르기까지 매주 하나의 주제를 선정해 그 주제와 관련 한 예술가들의 인생이야기와 음악에 얽힌 에피소드와 뒷이야기들을 흥미롭게 나눠봅니다.
- 예술가들의 인생 노트 : 한 시대를 풍미했던 위대한 예술가들, 그들의 인생의 한 부분을 들여다보고 그 삶을 재조명해보는 시간을 갖는다. 음악가에 국한되지 않고 미술, 영화, 무용, 건축, 문학 등 문화예술 분야에서 활약했던 예술가들을 선정해 소개하고 현재 우리에게 주는 메시지는 무엇인지 생각해 보는 코너다.
- 마음에 담다 : 주변에서 일어나는 가슴 따뜻한 이야기나 이슈들을 소개하면서 평범한 일상 속 작은 기쁨과 행복에 대해 생각해보고 새로운 느낌을 발견하고 공유해볼 수 있는 시간입니다.
- 지역 문화 공연 소식 : 지역에서 이루어지는 가 볼만한 음악 공연을 소개해 지역민들의 문화적 갈증을 해소하는 시간이 된다.

## 역대 진행자
- 이자연 前 아나운서 (여)
- 김진희 前 아나운서 (여)
- 박경량 DJ (여)